# Астралин
Астралин, или тяжёлый керосин, представляет собою осветительное масло, добываемое перегонкой из нефти. После отгонки бензина и керосина, собираются фракции соляровых масел.
Астралин и «пиронафт» являются промежуточными продуктами между указанными фракциями. Вместе с пиронафтом он образует особую группу нефтяных продуктов, не имеющих столь широкого применения, как керосин. Выход их из нефти колеблется в широких пределах в зависимости от сорта нефти, обыкновенно от 5 до 10 %. Для правильного горения астралин требует особых горелок, так как он, вследствие высокой вязкости, гораздо хуже керосина поднимается по светильне.

## Применение
Главное применение астралин и пиронафт находят себе при освещении маяков, кухонь, бань, машинных отделений и вообще помещений с повышенной температурой, в которых применение обыкновенного керосина рискованно в виду его огнеопасности. Русский астралин состоит из высших представителей ряда нафтенов и из полинафтенов и обладает следующими свойствами: удельный вес 0,850 — 0,865, темп, вспышки от 70° до 100° (для пиронафта не ниже 98°). При перегонке пиронафт не должен давать больше 30 % выше 270°. Иногда указанные продукты, в отличие от керосина, окрашиваются алканой в красный цвет.